# Іванов Андрій Анатолійович
Андрій Анатолійович Іванов (нар. 5 квітня 1965, Магнітогорськ, РСФСР) — український підприємець.

## Біографія
Народився 5 квітня 1965 року в Магнітогорську, Челябінської області РСФСР. Попереднє прізвище Дірнбергер.
У 1987 році закінчив гідрографічний факультет Вищого військово-морського училища ім. Фрунзев в Ленінграді, інженер гідрометеоролог. У 1987—1991 рр. служив на ракетному протичовновому крейсері «Москва» й протичовновому крейсері «Ленінград»
На початку 1990-х почав займатися бізнесом: торгівлею товарами народного споживання, відкрив кілька швейних цехів, постачав нафтопродукти до Криму. 1992 року продав бізнес у Севастополі, переїхав до Санкт-Петербурга, де працював у компанії «Орімі», керував її нафтовою філією в Самарі та налагодив постачання нафтопродуктів до України.
Тоді познайомився зі своїм майбутнім партнером Василем Хмельницьким, заступником директора «Орімі ойл». Наступні спільні бізнес проекти вони реалізовували в Україні, куди Іванов переїхав влітку 1993 року. Тут вони займалися нафтопродуктами — через ТОВ Данапріс Лтд (Київ).
1995 року Іванов став заступником директора СП ЗАТ Теком (Київ) і директором ТОВ Данапріс (Київ). У квітні 1996 року увійшов до складу Ради ІК НПК-Банк. Із червня 1998 року — Президент АБ Національні інвестиції, голова правління (Київ). Обидва партнери займалися металургійним бізнесом, стали інвестували в «Запоріжсталь». 1998 року увійшли до управління цією компанією.
У грудні 2000 року Іванов став Головою наглядової ради акціонерного товариства й залишався на посаді до 2006 року. Продав свою частку групам Midland та «Індустріалбанк» за $405 млн. У 2000-х у партнерстві з Хмельницьким створив «Київську інвестиційну групу» (КІГ). До неї увійшли компанії «Київхліб» і «Київмлин» (група «Хліб Києва»). Вона також скуповувала земельні ділянки сільськогосподарських підприємств у Києві.
2002 року він пройшов до Київради за мажоритарним округом, за 4 роки переобрався від «Батьківщини». Пізніше вийшов із партії. Іванов і Хмельницький зайнялися житлово-комунальним господарством Києва. Так, у 1996 році був створений «Київенергохолдинг», який вони згодом продали.
У 2007 році до сфери діяльності групи увійшов виробник медичних препаратів — компанія «Біофарма». Цього ж року група продала київський заводу безалкогольних напоїв «Росинка». В 2010 році Іванов і Хмельницький знову придбали акції цього підприємства, провели його реструктуризацію та знову продали.
2022 року Іванов із Хмельницьким створили девелоперську компанію UDP. Її основні проекти реалізовувалися в Києві: ТЦ «Городок» (2003), «Новопечерські Липки» (початок у 2004), «Паркове Місто» (2007), RiverStone (2010), ТРЦ Ocean Plaza (2012), «Бульвар Фонтанів» (2013), Smart Plaza Polytech (2018), Smart Plaza Obolon (2019). При цьому ТРЦ Ocean Plaza був проданий російській «ТПС Нерухомість».
Брав участь і в регіональних проектах — у 2016 році він долучився до розвитку індустріального парку «Біла Церква». З 2009 року група є інвестором аеропорту Жуляни. 2016 року створив інвестиційно-девелоперську компанія UDP Renewables.
Займається приватним інвестиційним фондом Quarter Partners, що вкладає в проекти в IT, інфраструктуру, нерухомість, фармацевтику. 2019 року обсяг інвестицій фонду оцінювався в $ 520 млн.
Статок Іванова, за оцінками НВ у жовтні 2020 року, дорівнював $ 795 млн.

## Сім'я
Одружений, у нього шестеро дітей.